# Georg von Schleinitz
Le baron Georg Emil Gustav von Schleinitz, né le 17 juin 1834 à Bromberg en province de Prusse-Occidentale et mort le 12 décembre 1910 au manoir de Hohenborn près de Lügde, est un officier de la Marine impériale allemande qui fit le tour du monde en 1874-1876 et qui termina sa carrière au grade de vice-amiral.

## Biographie
Georg von Schleinitz (de) est le fils du baron Johann Eduard von Schleinitz (1798-1869), haut président de la province de Silésie de 1848 à 1869, et de son épouse, née Johanna von Hippel. Sa sœur aînée Marie (née en 1830) est mariée au lieutenant général prussien Adalbert von Schleinitz (de) (1822-1896). Il entre dans la Marine prussienne en 1845 et prend part à la bataille du 7 août 1856 contre les pirates kabyles du Rif à Tres Forcas (de). Il devient lieutenant de vaisseau en 1858. Il est Flaggleutnant - c'est-à-dire aide-de-camp de marine - de Sundevall (de), chef de l'escadre de l'expédition prussienne de Chine, du Japon et du Siam de 1860 à 1862. En 1864, il est élevé au grade de premier officier de la corvette SMS Arcona. Ensuite, il sert au ministère de la Marine.
Schleinitz est nommé korvettenkapitän en mars 1869 et prend le commandement de la SMS Arcona pour un voyage en Méditerranée, afin d'accompagner le prince héritier Frédéric de Prusse à l'inauguration du canal de Suez. Ensuite la corvette se rend aux Açores, aux Antilles, ainsi qu'en Amérique du Nord et en Amérique du Sud. Entre 1871 et 1874, il sert de nouveau au ministère de la Marine avant d'être nommé kapitän zur see et de commander la corvette SMS Gazelle pour effectuer un tour du monde et diriger une expédition scientifique. Son objet est d'étudier les sols marins de l'Atlantique Sud et les phénomènes astronomiques, comme le transit de Vénus aux îles Kerguelen (où elle stationne d'octobre 1874 à février 1875) et au sud de l'océan Indien. L'expédition doit aussi étudier les courants marins des mers du Sud et de Nouvelle-Guinée. Elle traverse l'Océanie et la Micronésie, puis passe le détroit de Magellan et remonte l'Atlantique aux Açores pour être de retour à Kiel en avril 1876.
À son retour, Schleinitz dirige le service hydrographique de l'Amirauté et devient membre du directoire général (Generaldirektorium) chargé des finances. En 1881, il est nommé assesseur du département impérial d'Outre-Mer. Il fait partie également de la commission polaire. Il est nommé contre-amiral en 1883 et prend sa retraite de la Marine impériale en 1886 avec le rang de vice-amiral. Il entre au service de la Deutsche Neuguinea-Kompanie du 10 juin 1886 au 1er mars 1888 en tant que premier Landeshauptmann, équivalent au poste de gouverneur pour la future Nouvelle-Guinée allemande. Il y dirige plusieurs missions d'exploration dont celle du fleuve Sepik (appelé à l'époque le fleuve Impératrice-Augusta).
Sa femme Margot meurt de la malaria en 1887 à l'âge de quarante ans en Nouvelle-Guinée et lui-même, atteint de maladies tropicales, décide de rentrer en Allemagne. Il s'installe dans son manoir de Hohenborn près de Bad Pyrmont.
Il y meurt vingt-deux ans plus tard, le 12 décembre 1910. Il est inhumé au cimetière de Lügde sous une grande ancre marine.

## Famille
Schleinitz épouse Klara Rieger (1834-1870) à Breslau le 18 octobre 1865. Après le décès de celle-ci, il épouse Margot von Hippel (1846-1887) le 19 juillet 1871. Après le décès de celle-ci, il épouse Marie von Beulwitz (de) (née en 1863) à Breslau le 27 novembre 1888 :
- Johanna (née en 1866), chanoinesse à Mosigkau.
- Hugold (1868-1914), major prussien marié en 1898 avec Juliane von Lehsten (de) (née en 1881)[4]
- Hans (né en 1873), major prussien du 81e régiment d'infanterie (de)
- Eleonore (née en 1880)
- Ursula (née en 1891)
- Dietrich (né en 1892)
- Georg Ulrich (né en 1894), lieutenant prussien du 92e régiment d'infanterie (de)
- Joachim (né en 1895)

## Publications
- Vergleichende Betrachtungen über die Schlachten von Bellealliance und Königgrätz in strategischer und taktischer Beziehung, éd. Siegried Mittler & Sohn, Berlin, 1876
- Die Forschungsreise S.M.S. "Gazelle" in den Jahren 1874 bis 1876 unter Kommando des Kapitän zur See Freiherr von Schleinitz. 5 parties, éd. Siegfried Mittler & Sohn, Berlin 1888–1890 (Lecture en ligne)